# ریوتا هارا
ریوتا هارا (انگلیسی: Ryuta Hara؛ زادهٔ ۱۹ آوریل ۱۹۸۱) بازیکن فوتبال اهل ژاپن است.
از باشگاه‌هایی که در آن بازی کرده‌است می‌توان به باشگاه فوتبال ناگویا گرامپوس اشاره کرد.